# Homfeldbrunnen

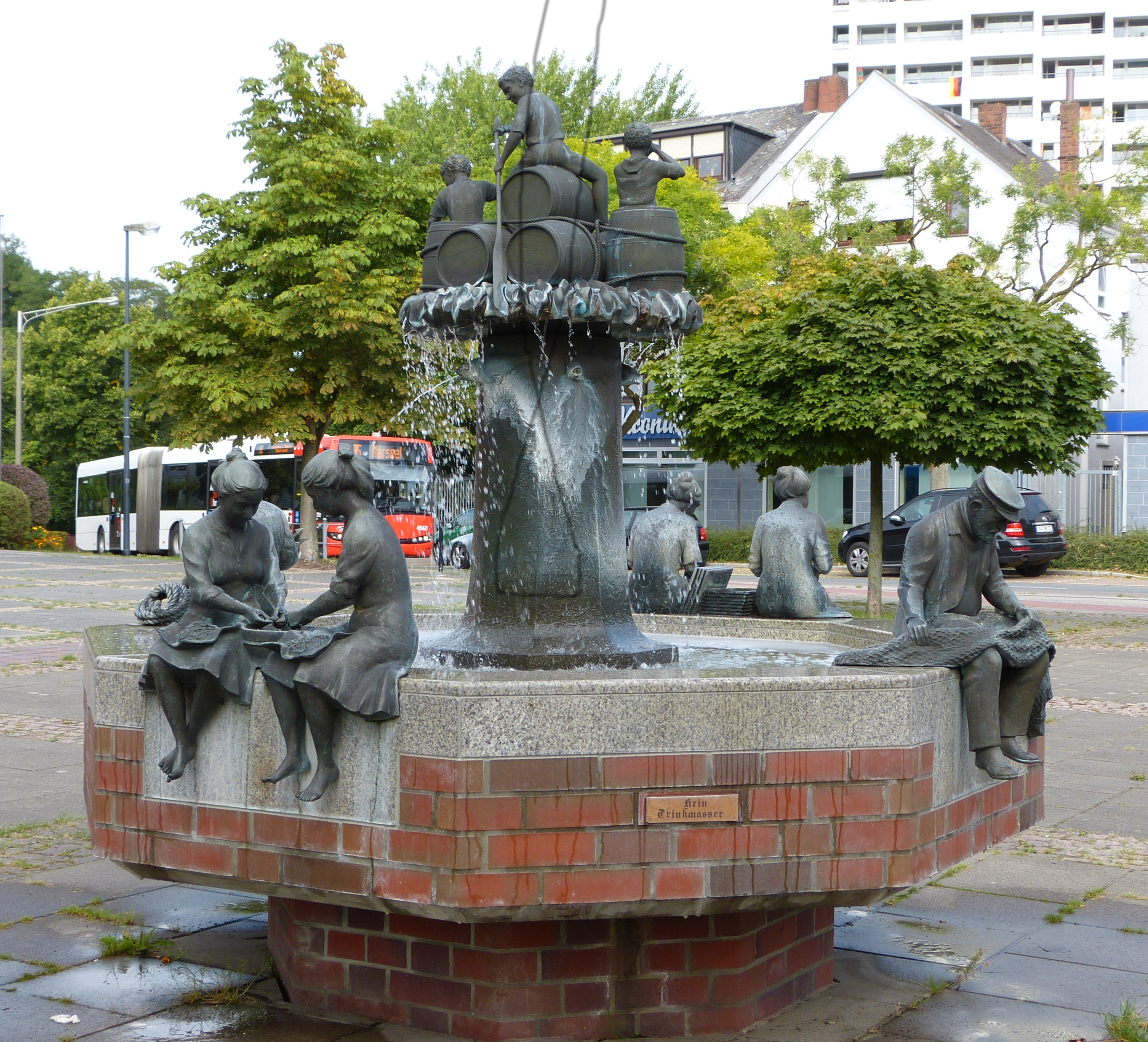
Homfeldbrunnen

Der  Homfeldbrunnen in Bremen-Grohn auf dem Grohner Markt, Ecke Am Wasser wird in der Liste der Brunnen der Stadt Bremen geführt. 
Der Brunnen von 1991 mit den neun Figuren aus Bronze, dem  Granitbecken und dem  Klinkersockel stammt von dem Bremer Bildhauer Claus Homfeld und wurde nach ihm auch benannt. Die Kulturbehörde beschreibt den Brunnen: „Homfeld stellt mit seinen Plastiken und Figurengruppen sozial- und kulturgeschichtliche Bezüge zum früheren Alltagsleben der jeweiligen Örtlichkeit her und macht so Vergangenes anschaulich, wobei er zum Beispiel auf dem Grohner Markt die Themen ‚Viehmarkt‘, ‚Fischhandel‘ oder die ‚Lütten Lüüd‘ bedient“. Auf den Brunnenrand sitzen vereint Krabbenpulerinnen, Netzflicker, Arbeiterinnen, Bootsbauer und einige Kinder spielen auf den Fischfässern.
Von Homfeld stammen in Bremen u. a. die Skulpturen Ottjen Alldag (1964) aus Bronze und Kupfer im Schnoor, Zerbrochene Welt (1970) aus Edelstahl auf dem Vorhof des Schulverbundes in Burglesum, Heini Holtenbeen (1990) aus Bronze im Schnoor, die Ludwig-Knoop-Statue (1994) aus Bronze in St. Magnus und das Magdalene-Pauli-Denkmal (2001) aus Bronze in Knoops Park in Burglesum.